# نيل ستيرلينغ
نيل جيه. ستيرلينغ (من مواليد 14 يناير 1992) لاعب كرة قدم أمريكي محترف سابق في مركز الطرف الضيق، لعب في الدوري الوطني لكرة القدم الأمريكية (NFL) لأربعة مواسم. لعب في كرة القدم الجامعية مع فريق مونماوث هوكس، واختاره فريق جاكسونفيل جاغوارز في الجولة السابعة من مسودة دوري كرة القدم الأمريكية لعام 2015. كان أيضًا عضوًا في فريق نيويورك جيتس.

## بداياته
التحق ستيرلينج بمدرسة بلمار الابتدائية (بلمار، نيو جيرسي) ومدرسة ماناسكوان الثانوية (في ماناسكوان، نيو جيرسي )، حيث لعب كرة السلة وكرة القدم. كان ستيرلينج بطل ولاية نيو جيرسي المركزية للمجموعة الثانية في NJSIAA مرتين في سنته الجامعية الأولى والثانية في مدرسة ماناسكوان الثانوية تحت قيادة المدرب بيت كاهيل. في سنته الجامعية الأخيرة، نشر فريق ووريورز سجلاً 9-3 حيث قاد ستيرلينج الفريق في الهجوم بـ 40 استقبالًا لمسافة 700 ياردة مع 8 هبوط. كما ساهم في الدفاع في الأمان، حيث سجل 50 تدخلًا واعتراضًا واحدًا. بعد حصوله على منح دراسية متعددة لكلا الرياضتين، اختار عرضًا لمنحة دراسية كاملة لكرة القدم من جامعة مونماوث في ويست لونغ برانش، نيو جيرسي.

## المسيرة الجامعية
لعب ستيرلينج كمستقبل واسع في جامعة مونماوث. لم ير وقتًا في عامه الأول، وفي النهاية حصل على القميص الأحمر. في عامه الأول كقميص أحمر، بدأ ستيرلينج جميع مباريات مونماوث الـ 11 حيث سجل 57 استقبالًا لمسافة 677 ياردة وخمسة هبوط. بعد قيادة الفريق في الاستقبالات وياردات الاستقبال، تم اختيار ستيرلينج كأفضل لاعب هجومي مبتدئ في مؤتمر الشمال الشرقي وكان أحد المرشحين النهائيين لجائزة جيري رايس، التي تُمنح لأفضل لاعب جديد في البلاد في قسم بطولة كرة القدم (FCS). خلال موسمه الثاني، سجل ستيرلينج 33 استقبالًا و386 ياردة استقبال وخمسة هبوط أثناء اللعب في جميع المباريات العشر. احتلت 33 استقبالًا المركز الثالث في الفريق و386 ياردة استقبال في المركز الثاني. في عامه الثالث، لعب ستيرلينج في جميع مبارياته الـ 12 حيث سجل 57 استقبالًا و647 ياردة استقبال وستة هبوط والتي قادت جميعها الفريق. في العام التالي، حقق ستيرلينج أفضل موسم له. وقاد الفريق مرة أخرى في فئات الاستقبال الرئيسية الثلاث حيث حصل على 55 استقبالًا و905 ياردة استقبال وستة هبوط.

## المسيرة المهنية

### جاكسونفيل جاغوارز
تم اختيار ستيرلينج من قبل فريق جاكسونفيل جاغوارز في الجولة السابعة مع الاختيار الإجمالي 220 من مشروع اتحاد كرة القدم الأميركي لعام 2015. تم التنازل عنه من قبل الفريق في 4 سبتمبر 2015 وتم التوقيع معه في فريق التدريب. تمت ترقيته إلى القائمة النشطة في 20 أكتوبر 2015.
في عام 2016، تحول ستيرلينج إلى مركز الطرف الضيق. لعب في 10 مباريات مع بداية واحدة خلال موسم 2016، مسجلاً 12 استقبالًا لمسافة 110 ياردات.
في 3 سبتمبر 2017، تم التنازل عن ستيرلينج من قبل فريق جاغوارز.

### نيويورك جيتس (الفترة الأولى)
في 6 سبتمبر 2017، تم توقيع ستيرلينج مع فريق نيويورك جيتس. وتم إطلاق سراحه من قبل الفريق في 5 أكتوبر 2017.

### كانساس سيتي تشيفز (الفترة الأولى)
في 7 أكتوبر 2017، تم التعاقد مع ستيرلينج للانضمام إلى فريق التدريب الخاص بنادي كانساس سيتي تشيفز.

### نيويورك جيتس (الفترة الثانية)
في 25 أكتوبر 2017، تم التعاقد مع ستيرلينج من قبل فريق نيويورك جيتس بعد خروجه من فريق التدريب الخاص بفريق تشيفز.
في 10 نوفمبر 2018، تم وضع ستيرلينج في الاحتياطي المصاب بسبب إصابة في الرأس.
في 25 مارس 2019، أعاد ستيرلينج التوقيع مع فريق نيويورك جيتس. وتم إطلاق سراحه في 11 يونيو 2019.

### كانساس سيتي تشيفز (الفترة الثانية)
في 13 يونيو 2019، وقع ستيرلينج مع تشيفز. وتم إطلاق سراحه في 24 يوليو.

## روابط خارجية
- Neal Sterling على موقع مرجع كرة القدم المحترفة.كوم (الإنجليزية)